# إيفان سيلاييف
إيفان ستيبانوفيتش سيلاييف (بالروسية: Ива́н Степа́нович Сила́ев من مواليد 21 أكتوبر 1930) هو سياسي سوفيتي ثُمَّ روسي بعد حل الاتحاد السوفيتي. شغل منصب رئيس وزراء الاتحاد السوفيتي من خلال مكاتب رئيس اللجنة الاقتصادية المشتركة بين الولايات، ورئيس لجنة الإدارة التشغيلية للاقتصاد السوفيتي في الفترة الممتدة بين 6 سبتمبر و26 ديسمبر 1991، كما تولى الإشراف على اقتصاد الاتحاد السوفيتي خلال عهد غورباتشوف.
بعد تخرجه في خمسينيات القرن العشرين، بدأ سيلاييف حياته السياسية في وزارة صناعة الطيران. خلال عهد بريجنيف، أصبح وزيراً لصناعة الطيران ثم وزيراً لصناعة الأدوات والأدوات الآلية. عندما حُلَّت حكومة نيقولاي تيخونوف الثانية، عينه ميخائيل غورباتشوف نائباً لرئيس مجلس الوزراء في حكومة نيقولاي ريجكوف الأولى. تخلى عن جميع المناصب في الحكومة المركزية في عام 1990 للتركيز على عمله في رئاسة لمجلس وزراء روسيا الاتحادية الاشتراكية السوفيتية. واجه عدة صعوبات في مجلس الوزراء خلال فترة ولايته، ودعم غالبية سياسات بوريس يلتسين. بعد معارضته لسياسات يلتسين التي أدت إلى تفكك الاتحاد السوفيتي خلال فترة رئاسته للوزراء، أُقصي من منصبه كرئيس لمجلس وزراء روسيا الاتحادية الاشتراكية السوفيتية. بعد تنحيته، واصل العمل في إدارة يلتسين كممثل دائم لروسيا لدى الجماعة الأوروبية حتى استقالته في عام 1994. وخلال الانتخابات التشريعية عام 2007، ترشح سيلاييف ممثلاً للحزب الزراعي في روسيا.

## وصلات خارجية
- إيفان سيلاييف على موقع مونزينجر (الألمانية)